# 후쿠야마 마사하루
후쿠야마 마사하루(福山雅治, 1969년 2월 6일 ~ )는 일본의 싱어송라이터이자, 배우, 라디오 DJ, 기타리스트, 음악 프로듀서, 사진 작가이다. 나가사키현 나가사키시 출신. 소속사는 아뮤즈 소속, 레코드 회사는 유니버설 뮤직.

## 프로필
- 생년월일: 1969년 2월 6일
- 출신지: 나가사키현 나가사키시
- 학력: 나가사키 현립 나가사키 공업 고등학교(長崎県立長崎工業高等学校卒業) 졸업
- 공식 팬클럽: 브로스(BROS)

## 약력
- 1969년, 나가사키현 나가사키시에서 출생.
- 나가사키 시립 이나사 초등학교, 나가사키 시립 후치 중학교, 나가사키 현립 나가사키 공업 고등학교 정보 기술학과 졸업.
- 고등학교 졸업 후 4개월간 현지 기업 (시스테크 이노우에)의 샐러리맨 생활을 거쳐, 만 18세에 소녀대(少女隊)의 백 밴드를 목표로 상경한다. 당시는 아키시마시 미도리정에서 거주하면서, 아르바이트를 하고 있었다.
- 1988년 현재의 소속사의 어뮤즈 "10 무비즈 오디션"에 합격, 영화 《혼노 5g》로 배우 데뷔. 8월 15일 신주쿠의 라이브 하우스에서 도쿄에서의 첫 라이브를 실시. 당시 관객은 텅 비었다.
- 1990년 싱글 〈추억의 빗속(追憶の雨の中)〉으로 가수 데뷔. 당시의 캐치프레이즈는 "이나카몬, 바이."(イナカモン、バイ)
- 1991년, TBS 드라마 《내일이 있으니까》로 텔레비전 드라마에 첫 출연.
- 1992년, 닛폰방송 《후쿠야마 마사하루의 올 나잇 닛폰》의 라디오 방송 진행을 시작해, (시작 당시는 목요일 2부 담당 이후 목요일 1부/월요일 1부를 담당) 현재는 《후쿠야마 마사하루의 올 나잇 닛폰 토요일 스페셜 영혼의 라디오》를 담당하고 있다.
- 1993년, 후지 TV 드라마 《한지붕 아래》를 통해, 인기가 급상승해, 배우로서도 대브레이크. 가수로서도 〈멜로디(MELODY)〉로 NHK 제44회 《NHK 홍백가합전》에 출연, 홍백 첫 출장을 완수한다.
- 1994년, 발매 한 싱글 〈IT'S ONLY LOVE〉로 오리콘 차트에서 첫 1위를 획득했다. 또한 싱글 〈HELLO〉 재킷 촬영을 계기로 돗토리현 사카이미나토 시를 거점으로 하는 사진 작가·우에다 쇼지와의 교류를 통해 1999년의 싱글 〈HEAVEN〉의 자켓 촬영까지 다양한 포토 세션을 가졌다.
- 싱글에서는 〈IT'S ONLY LOVE〉, 〈HELLO〉, 〈벚꽃 언덕(桜坂 사쿠라 자카[*])〉의 3작품이 밀리언 셀러)를 달성했다. 또한, 오리콘 싱글 차트에서 〈HELLO〉는 맥시 싱글로 첫 밀리언이자, 〈벚꽃 언덕〉은 맥시 싱글로 첫 더블 밀리언이라는 기록을 가지고 있다.
- 1995년, 후지 TV 드라마 《언젠가 다시 만날 수 있어》로 드라마 첫 주연이자 월 9 드라마에 첫 출연했다. 이후 1998년 3월까지 음악 활동을 중단하고 세계 각국을 여행하였다.[1].
- 1999년 후지 TV 《퍼펙트 러브!》로 2번째 월 9 드라마 주연.
- 2000년, 시드니 올림픽, 2004년 아테네 올림픽, 2008년 베이징 올림픽, 2012년 런던 올림픽에서 아사히의 공식 사진사로 활약했다.
- 2001년, 사진 작가 집단 "매그넘 포토"의 사진집 "Smile & Smile-100의 미소"의 마지막에, 후쿠야마가 촬영 한 사진이 게재됐다.
- 2002년, 〈"후쿠야마 마사하루" 전/THE EXHIBITION OF MASAHARU FUKUYAMA & SHOJI UEDA〉가 2005년에는 〈오마쥬 우에다 쇼지에게 바친다~<후쿠야마 마사하루·키쿠치 다케오·호리우치 세이치>〉를 우에다 쇼지 사진 미술관에서 개최하였고, 본인이 찍은 사진도 많이 전시되었다.
- 2003년, 후지 TV 《미녀 혹은 야수》에서 마츠시마 나나코와 함께 주연. 같은 해, 가수로서는 오리콘 주간 차트 싱글과 앨범 양쪽 부문에서 남성 솔로 아티스트가 첫 1위를 획득해, 2관을 달성했다.
- 2006년 11월에는 최초의 사진 작품집 〈f5.6의 헬로 1/125의 이별〉을 발매하여, 이를 기념 한 사진전 "PHOTO STAGE~기억의 모형~"이 롯폰기 힐즈 모리 아트 센터 갤러리에서 2006년 12월 6일부터 1월 14일까지 개최되었다. 이 행사는 후쿠야마의 작품 외에 우에다 쇼지 사진 미술관에서 작품도 전시되었다.
- 2007년, 후지 TV 《갈릴레오》에서 시바사키 코우와 함께 주연. 천재 과학자이지만 괴짜의 유카와 마나부 역을 맡았다. 이 작품을 통해 3번째 월 9 주연. 이 드라마는 첫회 시청률 24.7%를 기록, 다음 해인 2008년 10월 4일에는 속편의 영화 《용의자 X의 헌신》이 개봉되었다.
- 2008년, 고향의 나가사키현 나가사키시의 매력을 국내외에 알리는 "나가사키 고향 대사"로 취임했다. 영화 《용의자 X의 헌신》의 일본의 전국 개봉을 앞두고, 10월 1일에 나가사키현의 도호 시네마즈 나가사키에서 함께 출연한 배우 시바사키 코우와 함께 영상을 통해, 선행 상영회와 무대 인사를 실시했다. 또한, 같은해 4월 ~ 5월에는 나가사키현 미술관에서 사진전 〈PHOTO STAGE III~잔향~〉를 개최했다.
- 2009년, 제60회 NHK 《NHK 홍백가합전》에 16년만에 2번째 출연. 〈첫사랑(はつ恋 하츠코이[*])〉을 고향의 나가사키시의 글로버 가든에서 노래했다.
- 2010년, 1월부터 11월까지 방송된 NHK 대하 드라마 《료마전》에서 주인공 사카모토 료마를 연기했다. 같은해, 제2회 관광청 장관 표창을 수상했다. 제61회 《NHK 홍백가합전》에 3번째 출연.
- 2011년, 제48회 갤럭시상 TV 부문 개인상 수상, 같은해, 제62회 《NHK 홍백가합전》에 4번째 출연.
- 후쿠야마는 그동안 발매한 싱글 25작품과 앨범 14작품의 총 매출이 2127만 1000장을 달성해, 나가부치 쯔요시가 보유한 판매량 기록의 (2122만 4000장)를 웃돌아, 남성 솔로 아티스트 매출 1위에 차지했다. 또한, 오리콘 선두 획득 수를 통산 13작품으로, 우타다 히카루 (총 12작품)을 웃돌아, 싱어송라이터로서는 역대 1위를 차지했다.
- 2012년, 29번째 싱글 〈Beautiful life / GAME〉(10월 10일 발매)가 오리콘 싱글 챠트에서 선두 획득해, 후쿠야마 마사하루의 싱글 선두는 〈화신(化身 케신[*])〉(2009년 5월 발매) 이후 6작품 연속 통산 15번째이다. 자신이 가진 싱어송라이터의 기록에서는 역대 1위인 '통산 선두 획득수' 기록을 갱신했다. 또한, 일본의 남성 솔로 아티스트로는 콘도 마사히코, 타하라 토시히코에 이은 사상 3번째로, 싱어 송 라이터가 유일하다. 제63회 《NHK 홍백가합전》에 5번째 출연할 예정이다.

## 음반

### 싱글
1. 〈追憶の雨の中 쓰이오쿠노 아메노 나카[*] (추억의 빗속)〉 - 1990년 3월 21일
2. 〈アクセス 아쿠세스[*] (access)〉 - 1990년 11월 7일
3. 〈風をさがしてる 카제오사가시테루[*] (바람을 찾고 있어)〉 - 1991년 2월 21일
4. 〈WOH WOW／ただ僕がかわった 다다보쿠가카왓타[*] (단지 내가 변한 거야)〉 - 1991년 10월 21일
5. 〈Good night〉 - 1992년 5월 21일
6. 〈約束の丘 야쿠소쿠노오카[*] (약속의 언덕)〉 - 1992년 10월 28일
7. 〈MELODY/BABY BABY〉 - 1993년 6월 2일
8. 〈All My Loving／恋人 코이비토[*] (연인)〉 - 1993년 9월 29일
9. 〈IT'S ONLY LOVE/SORRY BABY〉 - 1994년 3월 24일
10. 〈HELLO〉 - 1995년 2월 6일
11. 〈Message〉 - 1995년 10월 2일
12. 〈Heart/you〉 - 1998년 4월 30일
13. 〈Peach!!/Heart of Xmas〉 - 1998년 11월 5일
14. 〈HEAVEN/Squall〉 - 1999년 11월 17일
15. 〈桜坂 사쿠라자카[*] (벚꽃 언덕)〉 - 2000년 4월 26일
16. 〈HEY!〉 - 2000년 10월 12일
17. 〈Gang★〉 - 2001년 3월 28일
18. 〈虹／ひまわり／それがすべてさ 니지/히마와리/소레가스베테사[*] (무지개/해바라기/그게 전부인거야)〉 - 2003년 8월 27일
19. 〈泣いたりしないで 나이타리시나이데[*] (울거나 하지말고)/RED×BLUE〉 - 2004년 12월 1일
20. 〈東京 도쿄[*] (동경)〉 - 2005년 8월 17일
21. 〈milk tea/美しき花 우츠쿠시키하나[*] (아름다운 꽃)〉 - 2006년 5월 24일
22. 〈東京にもあったんだ／無敵のキミ 도쿄니모앗탄다/무테키노키미[*] (도쿄에도 있었다/무적의 그대)〉 - 2007년 4월 11일
23. 〈想 소우[*] -new love new world- (생각)〉 - 2008년 10월 22일
24. 〈化身 케신[*] (화신)〉 - 2009년 5월 20일
25. 〈はつ恋 하츠코이[*] (첫사랑)〉 - 2009년 12월 16일
26. 〈蛍／少年 호타루/쇼넨[*] (반딧불/소년)〉 - 2010년 8월 11일
27. 〈家族になろうよ 가조쿠니나로오요[*] (가족이 되자) ／fighting pose〉 - 2011년 8월 31일
28. 〈生きてる生きてく 이키테루이키테쿠[*] (살아가고 살아간다)〉 - 2012년 3월 28일
29. 〈Beautiful life／GAME〉 - 2012년 10월 10일
30. 〈誕生日には真っ白な百合を 탄죠비니와맛시로나유리오[*] (생일에는 새하얀 백합을)／Get the groove〉 - 2013년 4월 10일
31. 〈I am a HERO〉 - 2015년 8월 19일

기타 싱글
1. 〈BROS. Xmas〉 - 1997년 12월 (팬클럽 한정)
2. 〈虹 〜もうひとつの夏〜 니지 ~모오히토츠노나츠~[*] (무지개~또 하나의 여름~)〉 - 2004년 7월 28일 (후지 TV 드라마 《워터 보이즈 2》 주제가)

협업 싱글
1. SION & 후쿠야마 마사하루 〈たまには自分を褒めてやろう (가끔은 자신을 칭찬하자)〉 - 2005년 6월 8일
2. INOUE AKIRA & MIHBAND 〈wish〉 - 2006년 11월 1일 (혼다 미나코. 추모 싱글)
3. KOH + (시바사키 코우 + 후쿠야마 마사하루) 〈KISSして 시테[*] (KISS해줘)〉 - 2007년 11월 21일 (후지 TV 드라마 《갈릴레오》 주제가)
4. KOH + (시바사키 코우 + 후쿠야마 마사하루) 〈最愛 사이아이[*] (최고의 사랑)〉 - 2008년 10월 1일 (영화 《용의자 X의 헌신》 주제가)

### 앨범
오리지널 앨범
1. 〈伝言 덴곤[*] (전언)〉 - 1990년 4월 21일
2. 〈LION〉 - 1991년 3월 21일
3. 〈BROS.〉 - 1991년 11월 6일
4. 〈BOOTS〉 - 1992년 11월 21일
5. 〈Calling〉 - 1993년 10월 21일
6. 〈ON AND ON〉 - 1994년 6월 9일
7. 〈SING A SONG〉 - 1998년 6월 24일
8. 〈f〉 - 2001년 4월 25일
9. 〈5年モノ 고넨모노[*] (5년 작품)〉 - 2006년 12월 6일
10. 〈残響 잔쿄[*] (잔향)〉 - 2009년 6월 30일
11. 〈HUMAN〉 - 2014년 4월 2일

베스트 앨범
1. 〈M-COLLECTION 風をさがしてる (바람을 찾고 있어)〉 - 1995년 6월 9일
2. 〈MAGNUM COLLECTION 1999 "Dear"〉 - 1999년 12월 8일
3. 〈fukuyama masaharu MAGNUM COLLECTION "SLOW"〉 - 2003년 8월 27일
4. 〈Fukuyama Masaharu ANOTHER WORKS remixed by Piston Nishizawa〉 - 2006년 5월 24일
5. 〈THE BEST BANG!!〉 - 2010년 11월 17일
6. 〈福の音 후쿠노오토[*](복의 소리)〉- 2015년 12월 23일

그 외 앨범
1. 〈M-Collection BIRTHDAY PRESENT〉 - 1995년 10월 21일
2. 〈"Perfect Love!" original songs book 『Rendezvous 1』〉 - 1999년 8월 4일
3. 〈"Perfect Love!" original sound track 『Rendezvous 2』〉 - 1999년 8월 4일
4. 〈MAGNUM CLASSICS〜Kissin'in the holy night Fukuyama Masaharu with Royal Philharmonic Orchestra〉 - 2000년 12월 6일
5. 〈Fukuyama masaharu acoustic live best selection "Live Fukuyamania"〉 - 2001년 6월 27일
6. 〈「福山エンヂニヤリング」サウンドトラック (후쿠야마 엔지니어링 사운드 트랙) The Golden Oldies〉 - 2002년 6월 26일
7. 〈Fukuyama Presents Acoustic Fukuyamania〉 - 2005년 3월 23일
8. 〈ガリレオ オリジナル・サウンドトラック (갈릴레오 오리지널 사운드 트랙)〉 - 2007년 11월 21일
9. 〈THE BEST BANG!!〉 - 2010년 11월 17일
10. 〈THE BEST BANG!! -ASIA LIMITED BANG!!-〉 - 2011년 4월 13일
11. 〈Galileo+〉 - 2013년 6월 26일
12. 〈「魂リク」 (혼의 리퀘스트)〉 - 2015년 4월 8일 / 6월 24일 (아날로그반)

### 비디오
1. 〈BROS〉 (1992년 1월 21일)
2. 〈START〉 (1993년 6월 2일)
3. 〈FUKUYAMANIA〉 (1999년 2월 6일)
4. 〈Eggsite〉 (2001년 12월 12일)

### 레이저 디스크
1. 〈BROS〉 (1992년 1월 21일)
2. 〈START〉 (1993년 6월 2일)

### DVD
1. 〈BROS〉 (2001년 12월 12일)
2. 〈START〉 (2001년 12월 12일)
3. 〈FUKUYAMANIA〉 (2001년 12월 12일)
4. 〈fukuyama MASAHARU EGGS LIVE : OSAKA DOME / CLUB Eggsite〉 (2001년 12월 12일)
5. 〈嗚呼、大感謝祭!! (오호, 대감사제!)〉 (2003년 3월 26일)
6. 〈FUKUYAMA MASAHARU 15TH ANNIVERSARY SPECIAL DVD BOX "また逢おう!またやろうな!!" (또 만나려고! 또한하자 마라!)〉 (2005년 12월 14일)
7. 〈WE'RE BROS. TOUR 2007 LIVE DVD SPECIAL BOX "17nen mono"〉 (2007년 10월 24일)
8. 〈FUKUYAMA MASAHARU 20th ANNIVERSARY WE'RE BROS.TOUR 2009 道標 (이정표)〉 (2010년 4월 28일)
9. 〈福山☆夏の大創業祭 稲佐山 (후쿠야마 ☆ 여름 대창업 축제 이나사야마)〉 (2010년 4월 28일)
10. 〈『生きてる生きてく』Tv Ver. with 雅秋&フクラージョ ("살아야 살아가는" Tv Ver. with 마사아키 & 후쿠라죠)〉 (2012년 2월 22일)
11. 〈FUKUYAMA MASAHARU WE'RE BROS. TOUR 2011 THE LIVE BANG!〉 (2012년 6월 27일)
12. 〈やっとなんだ、本当なんだ、夢じゃないんだ!福山☆真夏の初体験THE LIVE BANG!! in 沖縄 (겨우 뭐야, 사실이야, 꿈 아니야! 후쿠야마☆여름의 첫 경험 THE LIVE BANG! in 오키나와)〉 (2012년 6월 27일)
13. 〈福山☆冬の大感謝祭其の十一初めてのあなた、大丈夫ですか？　常連のあなた、お待たせしました♡本当にやっちゃいます！『無流行歌祭!!』  (후쿠야마☆겨울의 대감사제의 십일 처음의 당신, 괜찮습니까? 단골 당신, 기다리게 했습니다 ♡ 정말 해버립니다! "무 유행가 축제!")〉 (2012년 6월 27일)

## 출연 작품
역할의 굵은 글씨는 주연 작품임.

### 텔레비전 드라마
- 《여자끼리》 (1991년 7월, NTV)
- 《내일이 있으니까》 (1991년 10월~12월, TBS) - 와카무라 료이치 역
- 《사랑은 어때》 (1992년 4월~6월, TBS) - 야자와 마코토 역
- 《홈 워크》 (1992년 10월~12월, TBS) - 타키모토 슈지 역
  - 《홈 워크 스페셜》 (1993년 10월, TBS) - 타키모토 슈지 역
- 《한지붕 아래서》 (1993년 4월~6월, 후지 TV) - 카시와기 마사야 역
  - 《한지붕 아래서 2》 (1997년 4월~6월, 후지 TV) - 카시와기 마사야 역
- 《언젠가 다시 만날 수 있어》 (1995년 7월~9월, 후지 TV) - 콘노 신이치 역
- 《러브 어페어》 (1998년 4월~6월, TBS) - 나카타 슈지 역
- 《후루하타 닌자부로 - 제35회 불균형 살인》 (1999년, 후지 TV) - 범인(호리이 가쿠) 역
- 《퍼펙트 러브!》 (1999년 7월~9월, 후지 TV) - 쿠스노키 타케토 역
- 《천국의 다이스케에게~하코네역전이 이어준 인연》 (2003년 1월, NTV) - 이이다 요헤이 역
- 《미녀 또는 야수》 (2003년 1월 - 3월, 후지 TV) - 나가세 히로미 역
- 《갈릴레오》 (2007년 10월~12월, 후지 TV) - 유카와 마나부 역
  - 《갈릴레오 제로》 (2008년 10월, 후지 TV) - 유카와 마나부 역
  - 《갈릴레오 2기》 (2013년 4월~6월, 후지 TV) - 유카와 마나부 역
- 《the 파도타는 레스토랑》 (2008년 11월, NTV) - 케이스케 역 ※특별출연
- 《대하드라마 "료마전"》 (2010년, NHK) - 사카모토 료마 역
- 《러브송》 (2016년 4월~6월, 후지 TV) - 카미시로 코헤이 역

### 영화
- 《혼노 5g》 (1988년, 쇼치쿠) - 하시모토 산죠 역
- 《애틀랜타 부기》 (1996년) - 라디오 DJ 역
- 《용의자 X의 헌신》 (2008년, 토호) - 유카와 마나부 역
- 《아말피 여신의 보수》 (2009년, 토호) - 사에키 쇼고 역 ※특별출연
- 《안달루시아 여신의 보복》 (2011년, 토호) - 사에키 쇼고 역 ※특별출연
- 《한여름의 방정식》 (2013년, 토호) - 유카와 마나부 역
- 《그렇게 아버지가 된다》 (2013년, 가가 코퍼레이션) - 노노미야 료타 역
- 《바람의 검심》 (2014년 ,워너재팬) - 히코 세이쥬로 역
- 《세 번째 살인》 (2017년) - 시게모리 역
- 《맨헌트》 (2017년) - 야무라 역
- 《라스트 레터》 (2020년) - 오토사카 쿄시로 역

## 성우(더빙)
- 《도라에몽》 (2011년 2월 11일, TV 아사히) - 후쿠야마 마사아키 역 ※목소리 출연
- 영화 《극장판 도라에몽: 진구와 철인군단 날아라 천사들》 (2011년, 토호) - 후쿠야마 마사아키 역
- 영화 《미래의 미라이》 (2018년) - 청년 역

## 버라이어티
- 《후쿠야마 엔지니어링》 (간사이 TV·후지 TV)
- 《타모리 클럽 환청 아워》 (2011년 3월 25일)
- 《안녕 코다마 키요시씨~패널 퀴즈 어택 25 특별 프로그램》 (2011년 5월 22일)

## 다큐멘터리
- NHK 스페셜 《핫스팟 마지막 낙원》 (2011년 1월 - 6월, NHK) - 네비게이터

## 라디오
- ROCK AGE (FM 요코하마, 1991 ~ 1992년)
- sparkling Factory (bayfm, 1991 ~ 1992년)
- radio BROS (bayfm, 1992년 - 1993년)
- YAMAZAKI Bayside Lovers Radio BROS. '94 (bayfm, 1993년 ~ 1994년)
- 후쿠야마 마사하루의 올나잇 닛폰 (닛폰 방송, 1992년 - 1998년 3월 30일)
- 화이자 제약 presents "1995 가는 해 오는 해 미래에 마치~COM'ON! EVERY PARTY~" (1995년 12월 31일 ~ 1996년 1월 1일)
- 후쿠야마 마사하루의 올나잇 닛폰 섣달 그믐 스페셜 영혼의 라디오가는 해 오는 해 SP! (2005년 12월 31일 ~ 2006년 1월 1일)
- 요시다 테루의 의지 MANMAN! 최종회 스페셜 게스트 (분카 방송, 2007년 3월 30일 - 2회 게스트 출연)
- Come on FUNKY Lips! 손님 (분카 방송)
- 전국 민방 FM & KDDI present MEET THE MUSIC 2012 with 후쿠야마 마사하루 (2012년 3월 18일)
- 후쿠야마 마사하루의 올나잇 닛폰 토요일 스페셜 영혼의 라디오(일본에선 줄여서 "타마라지"라고 한다) (닛폰 방송, 2000년 ~ 2015년 3월 28일, 매주 토요일 23:30 - 25:00)
- 후쿠야마 마사하루의 SUZUKI TALKING FM - 통상적으로 토킹 에프엠이라고 한다. (TOKYO FM, 1996년 ~ 2015년 11월 29일, 매주 일요일 16:00 - 16:53)
- 福のラジオ(복의 라디오) (TOKYO FM, 2015년 12월 5일 ~ 현재, 매주 토요일 14:00- 14:55)

## 기타
- 광고 특집 "지금 무엇을 해야 하는가? FUKUYAMA MASAHARU SPECIAL INTERVIEW" (2011년 9월 17일, 아사히 신문 조간 36면 "WOWOW 대개국 축제 이미지 캐릭터 후쿠야마 마사하루" 포함 전면 광고)

## 사진집
- LAICA LIVE LIFE (1994년 6월, CBS 소니 출판)

1993~1994년에 걸친 라이브 사진집.
- DISTANCE - LAICA LIVE LIFE 2 (1999년 2월, 어뮤즈 북스)

라이브 사진집 제2탄.
- f5.6의 헬로 1/125의 이별 (2006년 11월 22일, 쇼가쿠칸)

후쿠야마가 촬영 한 사진 작품집.
- PORTRAIT - 피사체 후쿠야마 마사하루를 포착한 사진 작가들 (2008년 7월 1일, PARCO 출판)

자켓 촬영 등을 통해 교류가있는 4명의 사진 작가들의 사진집.
- 후쿠야마 마사하루 사카모토 료마 사진집 (2010년 7월 1일, 코단샤)

대하 드라마 《료마전》의 사카모토 료마의 사진집이기 때문에 후쿠야마 개인의 사진이 아니다.
- 이〇일 〇년 후쿠야마 마사하루와 사카모토 료마의 여행 (2010년 12월 9일)

대하 드라마 《료마전》의 사카모토 료마 사진집 제2탄.